# Covelo de Paivó
Covelo de Paivó (früher auch Covêlo de Paivó) ist ein Ort und eine ehemalige Gemeinde in Portugal und liegt in der Landschaft des Geoparque de Arouca, einem Geopark des weltweiten UNESCO-Programms.
Das verlassene, als Aldeia Mágica (portugiesisch für „magisches Dorf“) bekannte Bergdorf Drave gehörte zur Gemeinde Covelo de Paivó.

## Geschichte
Funde zeigen eine Besiedlung bereits vor der Zeit der Römer. Diese hinterließen hier ebenfalls Spuren, insbesondere der 1946 gemachte Fund eines 171 Gramm schweren und reich bearbeiteten Goldarmbandes ist zu nennen.
Der heutige Ort entstand möglicherweise im Verlauf der Reconquista neu und wurde erstmals in einer Urkunde des Jahres 1069 erwähnt. Noch im 11. Jahrhundert gab Sesnando Davides das Gebiet der späteren Gemeinde an das Kloster Arouca.
Die königlichen Register des Jahres 1527 führten Coveló de Paivó als einen von drei Orten der Gemeinde São Martinho das Moitas.
1706 wurde der Ort als Sitz einer eigenen Gemeinde geführt, zugehörig zum Kreis Gafanhão, 1758 zugehörig zum Kreis Lafões. Später kam die Gemeinde zum Kreis São Pedro do Sul, um seit 1917 zum Kreis Arouca zu gehören.
Insbesondere im Zweiten Weltkrieg waren die hiesigen Wolframminen von Bedeutung. Danach setzte eine starke, seither anhaltende Abwanderung in die Städte und ins Ausland ein.
Mit der Gebietsreform 2013 wurde die Gemeinde Covelo de Paivó aufgelöst und mit Janarde zusammengeschlossen.

## Verwaltung

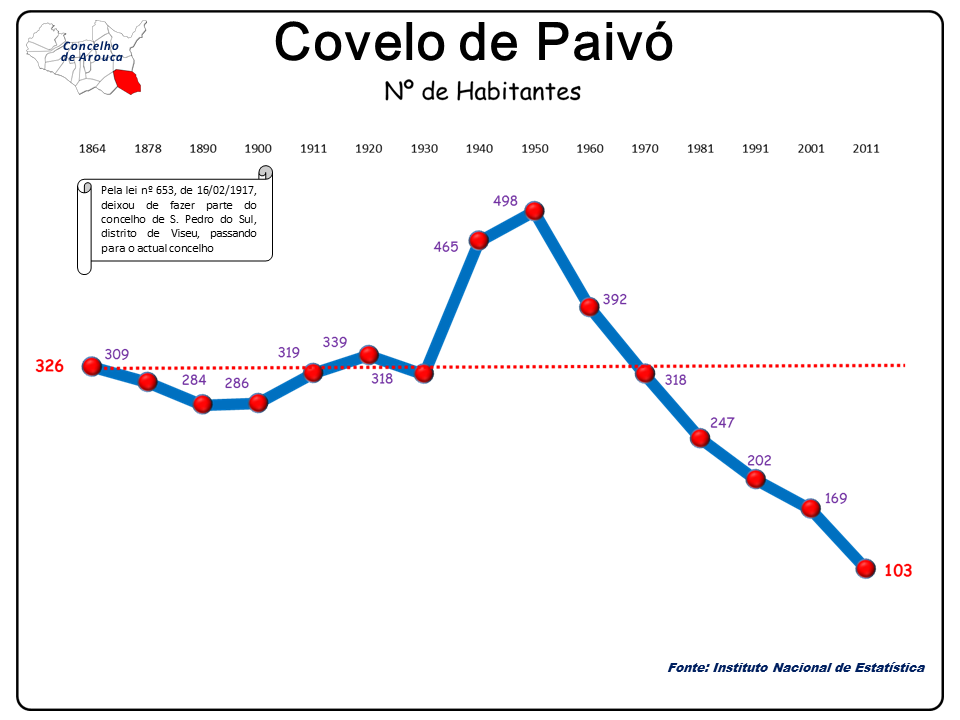
Bevölkerungsentwicklung der Gemeinde Covelo de Paivó (1864–2011)

Covelo de Paivó war Sitz einer gleichnamigen Gemeinde (Freguesia) im Kreis (Concelho) von Arouca im Distrikt Aveiro. In der Gemeinde lebten 103 Einwohner auf einer Fläche von 26,48 km² (Stand 30. Juni 2011).
Folgende Ortschaften liegen im Gebiet der ehemaligen Gemeinde:
- Covelo de Paivó
- Drave
- Pego
- Regoufe

Mit der Gebietsreform am 29. September 2013 wurden die Gemeinden Covelo de Paivó und Janarde zur neuen Gemeinde União das Freguesias de Covelo de Paivó e Janarde zusammengefasst. Covelo de Paivó wurde Sitz dieser neu gebildeten Gemeinde.

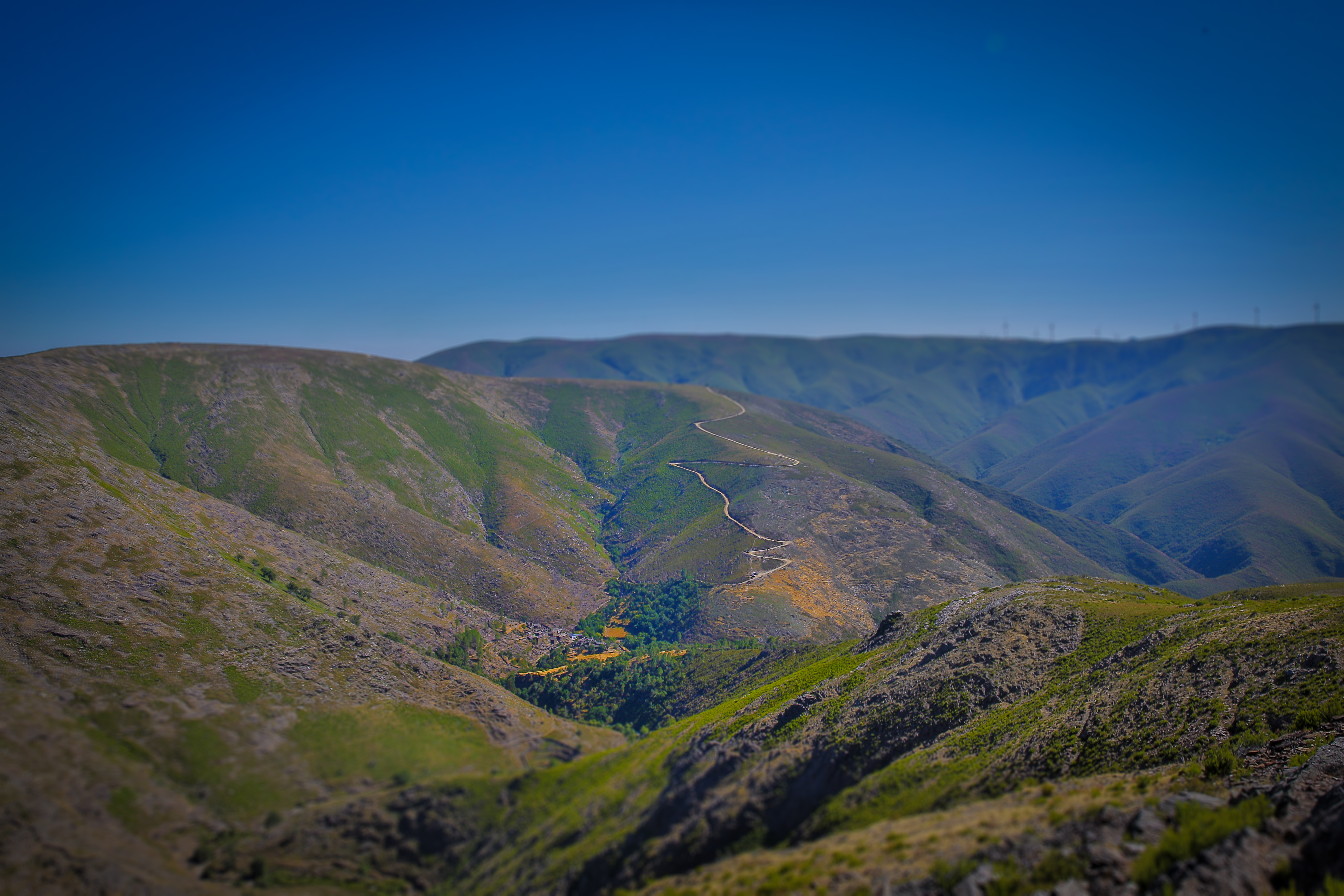
Bergige Landschaft in der Gemeinde Covelo de Paivó, in der Mitte das Tal mit dem Dorf Drave

## Sehenswürdigkeiten und Kultur
Im Geoparque de Arouca wird u. a. Wandern, Klettern, Mountainbiking und Bergsteigen betrieben, verschiedene Wanderwege sind angelegt. Mit den Kurzwanderwegen PR 13 und PR 14 sind darunter zwei offizielle Routen des portugiesischen Wander-Dachverbands.
Die einschiffige barocke Gemeindekirche Igreja de São Pedro aus der ersten Hälfte des 18. Jahrhunderts steht unter Denkmalschutz.
Das denkmalgeschützte, seit 2000 unbewohnte Bergdorf Drave zieht jedes Jahr Tausende Besucher an.